# サムライソード (ゲーム)
『サムライソード』は、1988年11月15日にカプコンから発売されたファミリーコンピュータ ディスクシステム用のコマンド選択式アドベンチャーゲーム。
全4章の構成となっている。プレイヤーは光の戦士となり、暗黒の司祭ソロンを倒して世界に平和を取り戻すべく、伝説の武器サムライソードと光の魔法使いを探し求めて旅をする。ただし、間違った行動を取るとゲームオーバーになる場合がある。

## ゲーム内容

### コマンド一覧
主人公の操作はすべてコマンド選択式となっており、以下のコマンドを使用してゲームを進行する。
| No. | コマンド名 | 解説                                       |
| --- | ---------- | ------------------------------------------ |
| 1   | みる       | 周囲を見る、あるいは物や人を見る。         |
| 2   | つかう     | アイテムを使用する。                       |
| 3   | はなす     | 登場人物と会話する。                       |
| 4   | しらべる   | 物や人、場所などを調べる。                 |
| 5   | わたす     | アイテムを人に渡す。                       |
| 6   | とる       | アイテムを取得する。                       |
| 7   | いどう     | 場所移動する。                             |
| 8   | たたかう   | モンスターと戦闘する。                     |
| 9   | サリア     | サリアと会話する、または魔法を使用させる。 |
| 10  | まほう     | 魔法を使用する。                           |

### 魔法
| No. | コマンド名   | 解説                           |
| --- | ------------ | ------------------------------ |
| 1   | キアーラ     | 暗闇で光を発する。             |
| 2   | スウロリ     | 敵の速度を遅くする。           |
| 3   | ライトボルト | 稲妻による攻撃を行う。         |
| 4   | スライパ     | 眠気を誘う霧を発生させる。     |
| 5   | ウインダ     | ゆるやかな風を発生させる。     |
| 6   | リライ       | 眠っている人の目を覚まさせる。 |

## 設定

### ストーリー
遠い昔か、はるか未来かも定かではない時代、巨大な力で世界を闇に包もうと企む暗黒の司祭ソロンが世界を畏怖に陥れた。唯一対抗していた光の魔法使いたちも今や生き残りのみという絶望下の中、勇敢にもソロンに戦いを挑む若き戦士が立ち上がった。
戦士はソロンとの一騎打ちの中、圧倒的な力の差に圧されて瀕死の重傷となる。万事休すと覚悟したとき、突如聞こえた謎の声に命を救われる。声の主によれば、世界のどこかに闇を浄化する伝説の武器、サムライソードが眠っているという。そして戦士は再び、光の魔法使いの末裔、少女サリアと伝説の剣を探しに旅立つのであった。

### 舞台
森
酒場
洞窟
嘆きの荒野
都
闇神殿

## 登場キャラクター
主人公
名前入力可能。伝説の勇者である。
大賢者
主人公に対して助言をする。
サリア
光の魔法使い。魔法が使用できる。
ソロン
暗黒司祭。世界を闇の力で征服しようとしている。

## スタッフ
- 監修：かちょう オー（岡本吉起）
- プログラム：ブラック アリーマー（有馬俊夫[1]）、よしりんぼう!（吉田幸司）
- メインプログラム：まりー1
- 企画、シナリオ：おおまいがっど かくやん
- キャラクターデザイン：ツーショト たまき、やんぐ おれはまだわかい
- サウンド：おいものようちゃん（下村陽子）
- サウンドプログラム：ゆうきちゃんのパパ
- スペシャルサンクス：かかりちょう わい

## 評価
ゲーム誌『ファミコン通信』の「クロスレビュー」では合計22点（満40点）となっている。
ゲーム誌『ファミリーコンピュータMagazine』の読者投票による「ゲーム通信簿」での評価は以下の通りとなっており、16.10点（満25点）となっている。また、同雑誌1991年5月24日号特別付録の「ファミコンディスクカード オールカタログ」では、「アドベンチャーゲームとしては、それほど難しくないが、ボスキャラであるソロンとの戦いは大変だろう」と紹介されている。
| 項目 | キャラクタ | 音楽 | 操作性 | 熱中度 | お買得度 | オリジナリティ | 総合  |
| 得点 | 3.50       | 3.20 | 3.10   | 3.20   | -        | 3.10           | 16.10 |

ゲーム誌『ユーゲー』では、「シリアスで王道的な内容に対して、かわいいけど面倒くさがりなサリアの言動が対照的だったりと、コミカルな面もしばしば」、「当時はあまり日の目を見ない作品だったが、現在の同社作品の礎ともいえる要素も見え隠れし、制作者サイドの意気込みが随所に感じられる」と評している。